# Седам сестара (Москва)
Седам сестара су група од седам облакодера у Москви изграђених у стаљинистичком стилу. Московљани не употребљавају израз Седам сестара за ове зграде , него их зову Висотки или Стаљинские Висотки (рус. Сталинские высотки), у преводу Стаљинови облакодери (или стаљинистички облакодери). Изграђене су од 1947. до 1953. године, комбиновањем руског барока и готичких стилова те технологије која је коришћена у изградњи америчких облакодера.
Тих седам облакодера су: Хотел Украјина, Стамбена зграда Котелническаја, Зграда на Тргу Кудринскаја, Хотел Лењинградскаја, Министарство иностраних послова, централна зграда Државног универзитета у Москви и административна зграда Црвене капије. Било је план да се изграде још два небодера у истом стилу, али никада није остварен: Административна зграда Зарјадје и палата Совјета.

## Историјат
Први пројекат совјетског облакодера, Палата Совјета, прекинула је немачка инвазија 1941, чије су челичне конструкције искоришћене за изградњу одбрамбеног прстена Москве, а место је напуштено. Између 1947 и 1956, Борис Иофан представио је шест нових нацрта за палату, али и за Врапчева брда у мањем обиму - сви су одбијени. Године 1946, Стаљин лично изнео је другу идеју - изградњу висотки, ланац високих облакодера. Никита Хрушчов је подсетио на Стаљинове речи: „Ми смо победили у рату... странци ће доћи у Москву, ходати уоколо, а нема нити једног облакодера. Ако буду упоређивали Москву са капиталистичким градовима, ће да буде морални ударац за нас“. Места су изабрана су између јануара 1947. (званични декрет о висоткама) и 12. септембра 1947. (свечана церемонија отварања).
Ништа није познато о одабиру градилишта или вредновању дизајна; тај процес (1947—1948) био је чувана тајна, знак Стаљиновог личног управљања. Стари професионалци попут Шчусева, Жолтовског итд, нису били укључени. Место тога, посао је добила на наредна генерација младих архитеката. Године 1947, најстарији од њих, Владимир Гелфрејх, био је 62 године стар, а Михаил Посохин, 37. Појединачна поверенства била су рангирана према статусу сваког архитекта, и јасно подељена у две групе: Четири облакодера прве класе и четири другокласна. Посао број један, облакодер Врапчева брда који ће постати Московски државни универзитет, додељен је Лаву Рудневу, новом експерту своје струке. Руднев је запослио стотине професионалних дизајнера и издао свој нацрт почетком 1949. године. Дмитриј Чечуљин добио је две комисије.
Априла 1949. објављени су добитници Стаљинове награде 1948. године. Свих осам дизајнерских тимова добили су награде прве и друге класе, према њиховом статусу пројекта без обзира на њихове архитектонске вредности. У овој фази то су биле концептуалне скице; често су биле поништаване или мењане.
Учинак овог пројекта на стварним урбаним потребама се може видети из ових бројева:
- Током 1947, 1948. и 1949, у Москви је изграђено укупно 100.000 , 270.000 и 405.000 четворних метара стамбеног простора.
- Пројекат облакодера премашио је 500.000 четворних метара (по вишој цени по метру)

Другим речима, средства преусмерена за овај пројект успешно су преполовила стопе станоградње. С друге стране, нова фабричка постројења, изграђена за овај пројекат (као Кучино керамика), била су од темељне важности за Хрушчовљев стамбени програм само неколико година касније.

## Зграде у Москви
Зграде су наведене под њиховим тренутним именима, у истом редоследу како су биле наведене у декрету о Стаљиновој награди априла 1949. године. Треба имати на уму да различити извори дају податке о различитим бројевима спратова и висину, у зависности од укључивања механичких спратова и ненасељених нивоа круна.

### Московски државни универзитет, Врапчева брда
Борис Иофан погрешио је градећи облакодер на самом рубу Врапчевог брда, јер је тај предео представљао потенцијално клизиште земље. Направио је грешку инсистирањем на својој одлуци, те је одмах замењен Лавом Рудневим, 53-годишњим архитектом у успону. Руднев је већ изградио значајне грађевине попут Војне академије Фрунзе (1932—1937) и 1947. Маршалове Апартмане. Он је подигао зграду 800 метара од литице.
Зграду је градило неколико хиљада затвореника из гулага.
Главна кула, на коју је утрошено више од 40.000 метричких тона челика, отворена је 1. септембра 1953. године. Са својих 240 метара висине, то је била највиша зграда у Европи од њена завршетка до 1990. године. То је и даље највиша просветна зграда на свету.

### Хотел Украјина – Хотел Радисон Ројал, Москва
Хотел Украијна, Аркадија Мордвинова и Вјачеслава Олтаржевског (водећи совјетски стручњак на пољу конструкције челичних оквира облакодера) је друга највиша зграда у овој хрупи (198 м, 34 спрата). То је био највиши хотел на свету од времена градње до градње Хотела Пичтри Плаза у Атланти (САД) 1975. године.
Изградња на ниској обали реке значила је да су градитељи морали да копају и испод нивоа воде. То је решено генијалним системом задржавања воде помоћу игала-пумпи дубоко под земљом.
Хотел је поновно отворен након три године обнове, 28. априла 2010, те се сад зове Радисон Ројал Хотел, са 505 соба и 38 апартмана.

### Министарство иностраних послова
Ова зграда висока 172 м са 27 спратова саграђена је између 1948. и 1953. године под руководством Владимира Гелфрејха и Адолфа Минкуса. У њој су данас просторије Министарства иностраних послова Руске Федерације. Његова унутрашњост раскошно украшена драгим камењем и металима. Према Минкусовој биографији из 1982, први нацрти плана су били састављени 1946. године. Године 1947. предложена су два дизајна, од којих је други прихваћен, али како се приближавао завршетак, торањ је прекривен металом, како би одговарао спољном изгледу грађевине (вероватно по налогу Јосифа Стаљина), те тако постао сличнији силуети осталих сестара.

### Хилтон Москва Лењинградскаја хотел
Изворно познат једноставно као Хотел Лењинградскаја, ова релативно мала (136 м, 26 спратова, од којих је 19 искористиво) грађевина Леонида Пољакова на на Комсомолском тргу, украшен је псеудо-руским украсима. Унутрашњост је неучинковито испланирана. Хрушчов је у свом декрету из 1955. „о ликвидацији претеривања...“ устврдио да најмање 1.000 соба може бити изграђено за Хотел, од чега је само 22% од укупног простора било изнајмљиво, те да су трошкови по кревету били су 50% већи него у Хотелу Москва. Након ове критике, Пољакову је одузета Стаљинова награда из 1948, али је задржао другу, за станицу Метроа у Москви. Након реновирања које је коштало више од милион долара, завршеног 2008, хотел је поновно отворен као Хилтон Москва Лењинградскаја.

### Зграда код насипа Котелническаја
Још једно од Чечуљинових дела, високо 176 метара, с 22 употребљива нивоа, зграда код насипа Котелническаја, стратешки је смештена на ушћу реке Москве и Јаузе. Овај стамбени блок има уклопљену у себе ранију зграду од 9 спратова окренуту према реци Москви (саградили ју исти архитекти 1940). Планирано је да то буде елитна стамбена зграда. Међутим, врло брзо након изградње, блок је претворен у стамбену зграду за вишечлане породице. Изграђена је у неоготичком стилу, а инспирација потиче из хотела Метропол.

### Зграда на тргу Кудринскаја
Архитекте зграде су Михаил Посохин и Ашот Мндојанц. Висока је 160 метара и има 22 спрата (18 искористивих у крилима и 22 у централном делу). Зграда се налази на крају улице Краснаја Пресња, окренута према Баштином прстену и била је изграђена првенствено за совјетске културне раднике, а не политичаре.

### Административна зграда Црвене капије
Аутор зграде је Алексеј Душкин, а висока је 133 метра и има 24 спратова.
У овом је случају искоришћена криотехнологија како би се зграда окнима за лифтове повезала са метро-станицом Црвене капије. Оквир зграде намерно нагиње на једну страну; када се замрзнута земља отапала, зграда је улегла, иако недовољно за савршено хоризонтални ниво. Тада су градитељи загријавали тло пумпањем топле воде, што се показало јако добрим решењем, И зграда се нагнула унутар прага толеранције.

### Административна зграда Зарјадје (неизграђена)
Године 1934, Комесаријат за тешку индустрију покренуо је конкурс за дизајн нове зграде на Црвеном тргу (на месту Државне опште трговине, ГУМ-а). Овај конкурс није остварен и ГУМ још увек стоји на свом месту.
Године 1947, средњевековни рејон Зарјадје је срушен како би се направило места за нови 32-спратни, 275-метарски торањ (бројеви су из завршног нацрта из 1951). Међутим, у свим јавним документима из тог времена његово име је једноставно било административне зграде, без икаквог конкретног назива.
Кула, коју је дизајнирао Чечуљин, требало је да буде друга по величини након универзитетске. На крају су планови су отказани већ на почетку. Ови темељи су накнадно искоришћени за изградњу Хотела Русија (аутор Чечуљин, 1967; срушен 2006-2007).

## Остали градови
Иако многи градови у бившем Совјетском Савезу и земљама бившег совјетског блока имају стаљинистичке облакодере, мало њих су тако грандиозне као московске висотке.

### Кијев: Хотел Москва - Хотел Украјина
Планови за изградњу облакодера на месту уништеног Хотела Гинзбург појавили су се 1948, али је дизајн довршио тек Анатолиј Добровољски 1954. године, када је стаљинистичка архитектура већ била маргинализована. Радови су напредовали полако, с бројним политичким налозима да буде јефтиније и једноставније. Хотел је био довршен 1961, без куле и оригиналних украса.

### Варшава: Палата културе и науке, 1952-1955.
Још једно дело Лава Руднева, украшено орнаментима пољског ренесансног препорода. Саграђена је у периоду 1952-1955. године.
Грађевински планови прихваћени су до 5. априла 1952. године. Совјети су планирали да зграда буде универзитет, док је пољска страна инсистирала на њеној тренутној административној функцији. Радна снага сачињавала је око 7000 готово је равномерно подељених радника Пољака и извозних совјетских радника; претпоставља се да их је 16 погинуло током изградње. Зграда је и даље највиша у Варшави, али модерни стаклени небодери који ју окружују нису далеко од тога да ју престигну.

### Букурешт: Кућа слободне штампе, 1952-1956.
Изградња зграде је започела 1952, а довршена је 1956. године. Зграда је испрва носила име Комбинатул Полиграфик Каса Скинтеји "И. В. Сталин", а касније Кућа Скинтеје (Скинтеја (Искра) била је званично гласило Румунске комунистичке партије). Зграду је дизајнирао архитект Хорија Мајку, а био је намењен за смештај свих букурештанских штампарских предузећа, новинских редакција и њиховог особља. Висина зграде је 91.6 м без телевизијске антене, која мери додатних 12,4 метра.

### Праг: Хотел Дружба, 1952-1954.
Највећа зграда стаљинистичке архитектуре у Прагу, Чешка Република. Саграђена је између 1952. и 1954. године по налогу министра обране Алексеја Чепичке. Висока је 88 м (кров је 67 м, плус 10 м калеж и 1,5 м црвена звезда) и има 16 спратова. Део зграде био је склониште за 600 особа, које се тренутно користи као гардероба за особље хотела.

### Рига: Летонска академија наука, 1953-1956.
Зграда је висока 108 метара. За разлику од других висотки, које се темеље на челичној конструкцији са зиданим испуњењем, ово је армирано-бетонска конструкција, прва такве врсте у Совјетском Савезу.

## Везане зграде
Многе стаљинистичке зграде имају круне на врховима кула, али оне не спадају у пројекат висотки и њихов стил је потпуно другачији. Један од примера је Чечуљинова Пекиншка зграда. Гледано из ниске тачке Баштиног прстена, може да се замени за облакодер, али ако се гледа са Трга Мајаковског, делује далеко мање импозантно. Ту је и неколико мањих стаљинескних кула у Барнаулу, Санкт Петербургу и другим градовима. Пројектовање и изградња таквих торњева била је раширена у раним 1950-има, али су многи актуелни пројекти били отказани 1955, када је Никита Хрушчов висотке у декрету „О ликвидацији архитектонских ексцеса...“ окарактерисао као неприхватљив трошак.

### Тријумф палата, Москва, 2003.
Високопрофилна кула Тријумф палата северозападној Москви завршена је у децембру 2003, а саграђена је по узору на висотке, и по висини премашује зграду Државног универзитета. Место њене изградње критиковано је због локације дубоко у стамбеној зони, далеко од главних авенија и тргова, где је могла да буде важно визуелно обележје. Изградња је започела 2001. године. Зграда има 57 спратова, с око 1.000 луксузних станова, и од 20. децембра 2003. до 2010. била је највиша зграда у Европи, са својих 264,1 метара.

### Тријумф Астане, 2006.
Тријумф Астане је стамбена зграда висока 142 метра са 39 спратова у главном граду Казахстана, која је довршена 2006. године. Грађена по узору на совјетске висотке из 1950-их; комплекс се састоји од биоскопа, ресторана, центра за одгој деце и трговинског центра.